# Полвиярви
Полвиярви (фин. Polvijärvi) — община на востоке Финляндии, в провинции Северная Карелия. Площадь — 958,35 км². Плотность населения — 5,99 чел/км². Официальный язык — финский. Основана в 1876 году. Административный центр общины расположен примерно в 40 км к северо-западу от Йоэнсуу.

## Населённые пункты
Основные деревни общины включают: Хорсманахо, Хуккала, Кинахмо, Куореваара, Мартонваара, Руваслахти, Сола и Соткума.

## Демография
На 31 января 2011 года в общине Полвиярви проживало 4813 человек: 2476 мужчин и 2337 женщин.
Финский язык является родным для 99,4 % жителей, шведский — для 0,02 %. Прочие языки являются родными для 0,58 % жителей общины.
Возрастной состав населения:
- до 14 лет — 14,77 %
- от 15 до 64 лет — 62,79 %
- от 65 лет — 22,25 %

Изменение численности населения по годам:
| Год  | Численность |
| ---- | ----------- |
| 1980 | 6167        |
| 1990 | 6001        |
| 2000 | 5411        |
| 2010 | 4804        |
| 2011 | 4813        |

## Известные урожденцы
- Нумми, Арви (1895—1925) — финский писатель.